# Paradox
Paradox — реляційна СУБД, нині випускається компанією Corel. Входить в пакет WordPerfect Office.

## Paradox дляDOS
СУБД Paradox для DOS спочатку розроблялася компанією Ansa-Software, яка була поглинена фірмою Borland у вересні 1987 року. Найбільш поширені були версії 3.5 та 4.5. Версії до 3.5 включно ґрунтувалися на вихідної 1.0; версії 4.0 і 4.5 були створені заново з використанням Borland C, і включали нову схему використання пам'яті.

## Paradox дляWindows
Paradox для Windows, незважаючи на те, що використовує частину коду DOS-версії — інший продукт, що розробляється іншою командою програмістів.

## Цікаві факти
За легендою назвою БД зобов'язана тому, що працювала набагато швидше, ніж повинна була за розрахунками творців.